# Csonu állomás
Csonu állomás (hangul: 전우역, Csonu-jok, handzsa: 戰友驛, RR: Chŏnu-yŏk, ’Bajtárs’) állomás Észak-Koreában, Phenjan Moranbong-kujok (Moranbong-kuyŏk) városrészén, a phenjani metró vonalán. 1973. szeptember 6-án adták át. Közelében található a Csonszung (Chŏnsŭng) állomás.
| Cshollima vonal                                      | Cshollima vonal | Cshollima vonal                      |
| ---------------------------------------------------- | --------------- | ------------------------------------ |
| Pulgunbjol (Pulgŭnbyŏl) Pulgunbjol (Pulgŭnbyŏl) felé | metróvonal      | Keszon (Kaesŏn) Puhung (Puhŭng) felé |